# Setor Noroeste
O Setor Noroeste é um setor de Brasília, no Distrito Federal. É o último setor habitacional a ser construído na área tombada como patrimônio histórico e cultural da humanidade. É também uma das áreas que compõem o Plano Piloto de Brasília (juntamente com a Asa Sul, Asa Norte, Setor Militar Urbano (SMU), Granja do Torto, Vila Planalto e Vila Telebrasília. Possui uma das maiores rendas per capita do Distrito Federal junto com o Lago Norte e Lago Sul e seus moradores possuem alto poder aquisitivo. 
Região nobre de Brasília, o Setor Noroeste está localizado às margens da Asa Norte, rodeado de áreas verdes, como o Parque Burle Marx (ainda em construção) e o Água Mineral. 
Sua concepção faz parte do Projeto Brasília Revisitada, elaborado entre 1985 a 1987 pelo urbanista Lúcio Costa - personagem importante na criação do projeto da capital. O diferencial do Setor Noroeste começa no seu próprio conceito: ele foi projetado para ser o primeiro bairro ecológico do Brasil.
As quadras residenciais são designadas como Superquadras Noroeste ou SQNW, levam a designação de 100 e 300, sendo numeradas em sequencia como SQNWs 102 a 111 para primeira faixa de quadras, e SQNWs 302 a 311 para a segunda faixa de quadras, no sentido Sul – Norte.
As grandes áreas recebem nomenclatura de 500 e 700 na mesma sequência. O Setor Noroeste é composto por: 220 projeções residenciais, 62 blocos de destinação mista (comércio local e residencial) e 133 lotes para uso múltiplo.

## Brasília Revisitada
Em 1987, à convite do então governador do Distrito Federal, Aparecido de Oliveira, Lúcio Costa viaja até Brasília. Vinte anos havia se passado desde a inauguração de Brasília e o arquiteto produziu um documento intitulado Brasília Revisitada com suas considerações sobre os rumos da cidade modernista que havia projetado.
No documento Lúcio Costa faz menção ao período crucial por qual Brasília atravessava:
"de um lado, como crescer  assegurando a permanência do testemunho da proposta original; de outro, como preservá-la sem cortar o impulso vital inerente a uma cidade tão jovem."
Faz explanações a respeito da preservação da cidade e apresenta adequações a serem feitas em áreas próximas ao Plano Piloto.
Também propõe a criação de seis áreas em Brasília. Entre elas o que Lúcio Costa nomeou de Bairro Oeste Sul e Bairro Oeste Norte, que depois passaram a se chamar Sudoeste e Noroeste.

## Santuário Indígena

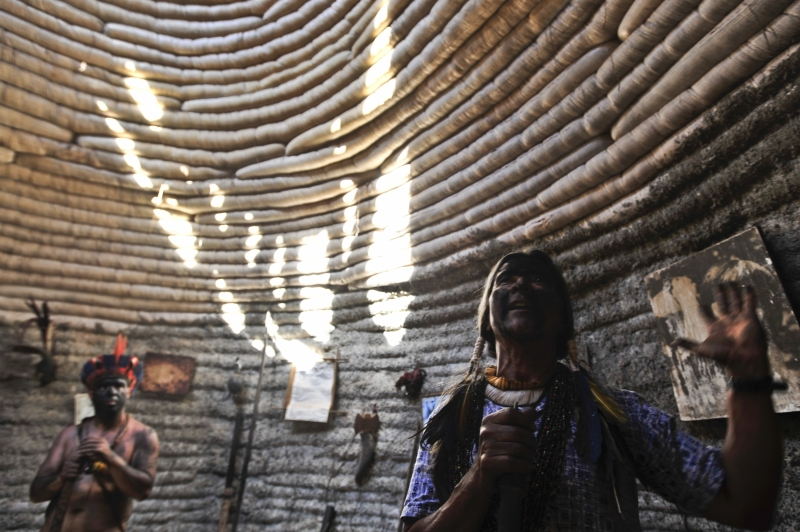
Santuário Sagrado dos Pajés na terra indígena no Setor Noroeste de Brasília

Os primeiros índios Fulni-ôs chegaram ao Planalto Central vindos do Nordeste. No final dos anos 1950 vieram trabalhar na construção de Brasília, assim como milhares de outros candangos provenientes de todo o Brasil. Entre os fulni-ô que trabalharam e ficaram Brasília estão José Ribeiro, Elói Lúcio, José Carlos Veríssimo e Antônio Inácio Severo, que ficou conhecido no canteiro de obras como Índio Juscelino. Procurando um espaço para praticar rituais sagrados Índio Juscelino e os demais Fulni-ôs teriam encontrado, dentro de Brasília, um lugar no Cerrado afastado dos canteiros de obra e das vilas operárias. O pajé Santxiê Tapuya, uma das lideranças dos fulni-ô, trocou o nome do local que os fulni-ô candangos se estabeleceram. Antes nomeado de Terra Indígena do Bananal passou a se chamar Terra Indígena Santuário dos Pajés. Além dos Fulni-ôs vivem na reserva os Guajajaras e os Wapixanas.

### Conflitos
Em 2008 a Terracap registrou as terras do bairro em cartório e em 2009 o Setor Noroeste começou a ser erguido. A partir daí teve início a luta dos Fulni-ôs, Guajajaras e  Wapixanas contra a Companhia Imobiliária de Brasília (Terracap) e com forças políticas e econômicas que capitaneavam a construção do Noroeste.

### Acordo
No fim de 2019 A Terracap e lideranças das comunidades indígenas Kariri-Xocó e Tuxá assinaram acordo em que fica estabelecida a construção da reserva indígena Kariri-Xocó e Tuxá do Bananal-DF.O acordo era tratado desde 2008. A reserva indígena está em uma Área de Relevante Interesse Ecológico (Arie) Cruls.
Em junho de 2020 oito moradias provisórias foram entregues pela Terracap às famílias das tribos Kariri-Xocó e Tuxá. O órgão tem prazo de 1 ano para concluir a estrutura na reserva, como definido no acordo de 2008:  sistema de abastecimento de água, esgoto e energia, dezesseis unidades habitacionais, estrutura de guarita, um centro cultural, sete ocas pequenas, um terreiro, além de uma casa de produção de farinha.

## Infraestrutura
Ao todo são 20 quadras residenciais com 10 ou 11 blocos cada, todos dispostos de forma estratégica a fim de conservar ao máximo a vista livre e ainda aproveitar o melhor da iluminação e ventilação natural. Isso significa maior conservação dos móveis e do próprio apartamento, tal medida preza também pela privacidade, uma vez que evita que blocos fiquem muito próximos e de frente um para o outro.
Para a parte viária, acesso facilitado por quatro vias de entrada e saída do setor: a primeira no sentido EPIA – Asa Norte, próxima aos hipermercados e Boulevard Shopping Brasília (principal complexo de lojas do Setor Noroeste), a segunda na travessia do Parque Burle Marx na altura da 914 Norte, a terceira e a quarta no início do Setor Noroeste uma com acessibilidade facilitada para o Eixo Monumental e a outra para a Asa Norte na altura da quadra 906 Norte.
Todos os empreendimentos residenciais têm 06 andares de apartamentos de no mínimo 02 quartos com cobertura coletiva. A proposta urbanística prevê ainda a construção de museus, espaços culturais, posto de saúde, 08 Jardins de Infância, 08 Escolas Classe, praças e áreas de lazer, além é claro, do Parque Ecológico Burle Marx.

### Comércio
O comércio local do Setor Noroeste está bastante desenvolvido. É possível encontrar restaurantes, pet-shops, academias, lanchonetes, farmácias, imobiliárias, e outros serviços.  
O principal complexo de lojas mais próximo ao Setor Noroeste, é o Boulevard Shopping Brasília localizado no Setor Terminal Norte, conta com mais de 100 lojas. As maiores marcas de moda feminina e masculina, calçados e acessórios. Além de uma ampla praça de alimentação e um agradável cinema.
Encontra-se também próximo ao Setor Noroeste alguns hipermercados; Extra, Carrefour, Supermercado Atacadão e Walmart, todos localizados no Setor Terminal Norte.
Ensino
Há próximo ao Setor Noroeste uma variedade de escolas e instituições de ensino. No entanto, todas as instituições estão localizadas no bairro vizinho, a Asa Norte, como exemplo temos o Centro Educacional Leonardo da Vinci 914 Norte, a Escola Sibipuruna, a Escola Sagrada Família - Menino Deus e  a UNIEURO (Campus Asa Norte). 
Saúde
Adjacente ao Setor Noroeste, na Asa Norte, existem diversos hospitais; Miletto Urologia, Hospital Santa Helena, Hospital Santa Lúcia, Clínica IOT - Ortopedia Traumatologia e Especialidades Médicas, Centro de Hematologia do Distrito Federal, Hospital da Criança de Brasília, Hospital de Apoio de Brasília, Aepit Hospital Dermatológico de Brasília, O Instituto de Medicina do Movimento de Brasília.
Parques
O mais importante Parque proximo ao Setor Noroeste é o Parque Ecológico Burle Marx, que virá a ser concluído posteriormente. O centro de lazer será o segundo maior do Distrito Federal. Perderá apenas para o Parque da Cidade, que possui 320 hectares. As comparações entre os dois são inevitáveis, mas alguns arquitetos defendem que os dois espaços são totalmente diferentes. "O que tentamos fazer no Burle Marx é exatamente o contrário do que ocorreu no Parque da Cidade. Não vamos desmatar e, sim, manter a vegetação local, como os ipês", explicou o gerente do projeto.
Uma das principais inovações do Parque Burle Marx será a construção de quatro lagos artificiais ao longo da área de lazer. Além de seguir o estilo do paisagista Roberto Burle Marx, com aproveitamento da vegetação nativa e presença de espelhos d'água, os reservatórios vão servir para amortecer o escoamento do sistema de águas pluviais da região. 
A água da chuva proveniente do Setor Noroeste, descerá para o Burle Marx com intensidade, principalmente por conta da impermeabilização exigida pelo asfalto. As lagoas, assim, servirão para conter a velocidade das águas e evitar erosões. Após passar por esses espaços, o fluxo seguirá para o Lago Paranoá. O caminho será traçado por meio de dutos subterrâneos, que conectarão os quatro tanques ao destino final. A maior lagoa deve ter 90 mil m², com cerca de 50cm a 70cm de profundidade. Os outros reservatórios devem ser menores e mais profundos. Contíguo ao Setor Noroeste, existe ainda o Parque Nacional de Brasília, mais conhecido como Água Mineral.